# Saff
 (mai 2018).
Si vous disposez d'ouvrages ou d'articles de référence ou si vous connaissez des sites web de qualité traitant du thème abordé ici, merci de compléter l'article en donnant les références utiles à sa vérifiabilité et en les liant à la section « Notes et références ».
Saff est un village du Cameroun situé dans la région du Nord-Ouest, le département du Boyo et l’arrondissement de Fonfuka.

## Géographie
Saff est situé dans le sud de l’arrondissement, au sud-ouest du village de Fonfuka entre les villages de Kitchowi et de Konene. La plus haute altitude de l’arrondissement de Fonfuka se situe dans les collines de Saff, de Sawi et de Laka-Bum, le point culminant étant à environ 2 020 mètres ; alors que l’altitude la plus basse se trouve dans la plaine Kimbi à 1 000 m.
Certaines collines très escarpées à Saff rendent la construction de routes et de ponts très difficile. Les zones vallonnées sont principalement utilisées pour le pâturage car la plupart de l'eau de pluie de ces zones coule facilement en bas de la colline. Les collines provoquent l'érosion dans certaines zones, les rendant infertiles et favorisant les inondations dans les basses terres.

## Climat
La région de Saff est montagneuse et, en raison de l’altitude, les températures y sont plus froides que dans le reste de l’arrondissement de Fonfuka.

## Population
Lors du recensement de 1987, 965 habitants ont été dénombrés. 
En 2005, le Bureau central des recensements et des études de population (BCREP) réalise un recensement, le répertoire actualisé des villages du Cameroun, dans lequel il évalue 1 849 habitants ; ce chiffre inclut 889 hommes et 960 femmes.
En 2011, le Plan communal de développement de la commune de Fonfuka (CDP) récapitule la population par villages de l’arrondissement. Les chiffres sont fournis par les villageois lors des assemblées participatives de villages. À cette date, le village de Saff compte 4 500 habitants dont1 500 hommes, 1 800 femmes, 700 adolescents et 500 enfants.

## Dialecte local
Certains villageois de Saff parlent le bum, une langue bantoïde des Grassfields.

## Marché et agriculture
Il y a un marché qui ouvre une fois par semaine.
Les tomates sont très cultivées à Saff, mais elles sont abîmées lors du transport à pied vers les marchés.

## Protection de la faune et de la flore
Le CDP prévoit la création d’une forêt communautaire à Saff en raison de l’utilisation excessive des ressources forestières mettant en péril la biodiversité et causant la modification climatique et l’appauvrissement de l’attrait touristique de la région.

## Services

### Système éducatif
Selon le rapport de Fonfuka Council Development Plan (CDP), le village de Saff comprend deux écoles primaires :
- G.S Saff : 263 élèves et 5 enseignants ;
- G.S Fusejuo GS Kituma : 211 élèves et 7 enseignants.

Il y a aussi 2 classes dans l'école secondaire technique, la Community Technical School Saff.

### Système de santé
Le village de Saff n’a pas de centre de soins. Les centres les plus proches sont : Fonfuka Centre de Santé Médicalisé, Buabua Centre de Santé Intégré et Konene Centre de Santé Intégré (le centre de santé le plus près géographiquement de Saff). En raison de l'emplacement des centres de santé et du réseau routier limité, les personnes doivent parcourir de très longues distances afin d'être soignées. 
Les principales maladies traitées dans l'arrondissement incluent : paludisme, SIDA, onchocercose, pneumonie, ascaris, dysenterie amibienne, trichonomiase, infection fongique (levure), syphilis. Le paludisme reste une maladie endémique dans la zone de Fonfuka.

### Culture, sport
Il n'y a pas de salle communautaire à Saff. Le CDP en prévoit la construction

### Réseaux routiers
De par sa situation géographique, Saff est situé entre sept des villages de l’arrondissement (Fonfuka au nord-est, Ngunakimbi à l'est, Kitchowi au sud-est, Ngunavisi au sud, Ngunabum, Konene à l’ouest et Laka Bum au nord-ouest). Le village est au croisement de plusieurs sentiers, principalement :
- le sentier reliant Saff - Konene - Sawi ;
- le sentier reliant Laka bum – Saff - Ngunavisi ;
- le sentier reliant Saff à Mbamlu[16].

### Accès à l’eau et à l’électricité
Il n’y a pas d’accès à l’eau potable dans le village. Seulement trois des villages de l’arrondissement de Fonfuka ont accès à l’eau potable : Buabua, Fonfuka et Konene. 
Le village n’a pas de réseau électrique. Les villageois utilisent des générateurs, des lampes à pétrole, des lampes rechargeables ou du bois.

## Développement de Saff
Le CDP a conduit conjointement avec la population locale, une évaluation de plusieurs villages de l’arrondissement de Fonfuka. Les villageois ont participé à l’identification de problématiques et le CDP a prévu une liste d’actions pour le développement de la zone. Les principaux projets sont : 
- construction de salles de classe et achat de bureaux, de tables et de chaises ;
- ouverture de routes ;
- création de postes de santé ;
- construction d'un nouveau bassin versant à Fonfuka.

### Développement de l’agriculture
L’agriculture de Saff souffre d’une faible production et d’un rendement bas. Le potentiel agricole est mal exploité malgré l’atout des marchés qui permettrait d’attirer des commerçants d’une plus large zone et d’accélérer le développement économique de l’arrondissement de Funfonka. Afin de répondre à cette problématique, le CDP prévoit la construction de postes d’agriculture dont l’un sera situé à Saff. Une maison de stockage sera aussi construite à Saff afin de stocker les denrées.

### Développement des infrastructures
Le CDP prévoit la construction d'un point de vente et le développement des pâturages pour le village. La construction d'un forage équipé de pompe à motricité humaine dans le village de Saff est réalisée en 2018.